# Никушор Дан
Никушор Даниел Дан (на румънски: Nicușor Dan; [nikuˈʃor daniˈel dan] ; роден на 20 декември 1969 г.) е румънски политик, математик и граждански активист, който е  президент на Румъния. От 26 май 2025 г. Той също така е бивш кмет на Букурещ от 2020 до 2025 г. Когато е избран за президент на Румъния.

## Биография
Роден е във Фъгъраш, окръг Брашов, и учи в гимназията „Раду Негру“ в родния си град, която завършва през 1988 г. През 1987 и 1988 г. печели първи награди на международните математически олимпиади с отличен резултат. На 18-годишна възраст Дан се премества в Букурещ и започва да учи математика в Букурещкия университет.
През 1992 г. се премества във Франция, за да продължи да изучава математика. Там той следва курсове във Висшето нормално училище, едно от най-престижните френски висши училища, където получава магистърска степен. През 1998 г. Дан завършва докторантурата си по математика в Университета Париж 13 с дисертация „Токове на Грийн и мероморфно разширение“, написана под ръководството на Кристоф Суле и Даниел Барски. Същата година се завръща в Букурещ, като посочва като причини културните различия и желанието да промени Румъния.
Дан е един от създателите и първият административен директор на Висшето нормално училище Букурещ – университет, създаден по модела на френското Висше нормално училище в рамките на Института по математика към Румънската академия. От 2011 г. той е професор по математика в института.

## Кариера
През 1998 г. Дан основава Asociația „Tinerii pentru Acțiune Civică“ (Асоциация „Млади хора за гражданско действие“), за която иска да събере хиляда млади хора, които искат да променят Румъния - това е целта, която той си поставя, когато се връща в страната. Въпреки че не успява да постигне целите си, асоциацията организира два форума за млади хора, които са учили в чужбина, през 2000 г. и 2002 г., в които участват няколкостотин души. В резултат на тези форуми през 2000 г. е създадена Асоциацията на румънските изследователи „Ad Astra“.
През 2006 г. Дан основава асоциация „Salvați Bucureștiul“ (Асоциация „Спасете Букурещ“) като реакция на разрушаването на къщи от архитектурното наследство и изграждането на високи сгради в защитените квартали на Букурещ, както и на намаляването на броя на зелените площи в Букурещ.
През март 2008 г. асоциацията публикува доклада „Букурещ - урбанистична катастрофа“, в който се обсъждат проблемите на Букурещ и начините за тяхното преодоляване. През същата година, по време на изборите, заедно с други неправителствени организации, асоциацията изготви Пакт за Букурещ, който беше подписан от всички кандидати за кмет на Букурещ. Асоциацията участва в много съдебни процеси, като печели 23 дела срещу местните власти в Букурещ. Сред тях са отмяната на проект, който е предвиждал изграждането на аквапарк върху 7 хектара от парка Тинеретулуй, спасяването от разрушаване на редица сгради от културното наследство на улица Șoseaua Kiseleff no. 45, както и отмяната на проект, който е предвиждал построяването на стъклена сграда на върха на Palatul Știrbei на Calea Victoriei. Асоциацията успява да прокара и някои промени през 2009 г. в закона за градоустройството.

### Политическа кариера
Дан обявява кандидатурата си за кмет на Букурещ през ноември 2011 г. в кафене на улица „Артур Верона“ с няколко гости, сред които Теодор Палеолог, историк и член на парламента. За да събере необходимите 36 000 подписа за кандидатурата си, без да има подкрепата на нито една партия, той разчита на мрежа от доброволци, организирана във Facebook. На 22 април 15 групи и музиканти свириха безвъзмездно в Arenele Romane за кампанията на Дан, за да му помогнат да събере подписите. По време на 12-часовия концерт доброволците събраха 4 000 подписа.
Сред предложените от него проекти са създаването на инфраструктура за лек железопътен транспорт по съществуващите железопътни линии в Букурещ, създаване на инфраструктура за даване на предимство на обществения транспорт пред останалия трафик на кръстовища, укрепване на сгради, които могат да бъдат засегнати от земетресения, защита на градските зелени площи и премахване на незаконни постройки от парковете. Дан твърди, че е важно да се стимулират младите хора да останат в града, като той се превърне в регионален център в областта на информационните технологии, творческите индустрии и висшето образование и се привлекат инвеститори и квалифицирани хора от целия регион.
След като регистрира Съюза за спасение на Букурещ (USB) като политическа партия през 2015 г., Дан се кандидатира отново за кмет на Букурещ през 2016 г. Този път изборите се проведоха в един тур. Той печели 30,52 % от всички гласове, като губи от кандидата на социалистите Габриела Фира, която печели 42,97 % от всички гласове. На изборите Дан успява да привлече младия електорат, като повече от половината му избиратели са на възраст под 40 години. Някои от кандидатите на USB за кмет на сектора също се представят добре в съответните надпревари, което доказва жизнеспособността на USB като бъдеща политическа сила.
В желанието си да се възползва от инерцията, която му позволи да спечели една трета от гласовете на местните избори, Дан обяви малко след местните избори през 2016 г., че Съюзът „Спасете Букурещ“ ще промени името си на Съюз „Спасете Румъния“ (USR), като премести фокуса си на националната сцена. Той също така обяви плановете си новата партия да участва в парламентарните избори през същата година. С Дан начело на кандидатската листа, USR получи 8,92% от гласовете в надпреварата за Сената и 8,87% в Камарата на депутатите, което я направи третата по големина партия в Румъния. Резултатът означаваше също, че Дан става член на Камарата на депутатите.
През 2017 г. неправителствената организация "Коалиция за семействата", която е против еднополовите бракове, успява да събере необходимия брой подписи за организиране на референдум, който да промени частта от румънската конституция, отнасяща се до брака, с надеждата той да бъде предефиниран като „между мъж и жена“. Това доведе до разрив в рамките на USR между прогресивното крило, което искаше USR да стане единствената парламентарна партия, която се противопоставя на инициативата, и Дан, който смяташе, че USR не трябва да се включва в дебата и че партията трябва да остане отворена както за прогресивни, така и за консерватори. Последва вътрешен референдум в рамките на партията, на който 52,7% от членовете гласуваха за позиция на партията срещу конституционната инициатива, което накара Дан да подаде оставка от партията на 1 юни 2017 г. като обяснение за противопоставянето си на гласуването в Националния съвет той посочва религиозни въпроси, опасността от отклоняване от основния партиен въпрос за борба с корупцията и отказа си да принадлежи към партия, която се определя като партия на гражданските свободи.
След като се оттегля от USR, Дан продължава да е член на Камарата на депутатите като независим депутат. Поради странност в румънското изборно законодателство USR изисква неговия подпис, когато се опитва да регистрира законно съюза си с Партията на свободата, единството и солидарността (PLUS). За да помогне на бившата си партия, през март 2019 г. Дан за кратко се присъединява отново към USR като обикновен член, дава необходимия подпис и след това подава оставка за втори пъте.
През май 2019 г. обявява плановете си отново да се кандидатира за кмет на Букурещ като независим кандидат. Дан спомена, че макар да се надява кандидатурата му да бъде подкрепена от останалите опозиционни партии, той няма да се кандидатира срещу друг общ кандидат, тъй като не желае да раздробява гласовете на опозицията.
В крайна сметка той беше подкрепен както от USR, така и от Националната либерална партия (PNL). При 95% преброени гласове частичните резултати сочат, че той печели кметските избори с 42,8% от гласовете. При 95% преброени гласове частичните резултати сочат, че той печели кметските избори с 42,8% от гласовете. Малко след като екзитполовете показват, че той печели надпреварата, той обявява победата на 5 октомври 2020 г. Централното избирателно бюро потвърждава статута му на новия кмет на Букурещ, като той печели изборите с мнозинство от 42,81 % срещу Габриела Фира (37,97 %), бивш кмет.
След решението на управляващия алианс между Националната либерална партия (PNL) и Социалдемократическата партия (PSD) да проведе изборите през юни 2024 г., Дан отново участва като независим кандидат за кмет за нов мандат. Този път той беше подкрепен от същата партия USR (Спасете румънския съюз), но също и от две други по-малки партии - Партията на народното движение (PMP) и Силата на десницата (FD), чийто председател е бившият лидер на PNL Людовик Орбан, който напусна партията през 2021 г., след като загуби председателския пост в партията от тогавашния премиер Флорин Кошу; и трите формираха Обединения десен алианс (ADU), официална национална опозиция на Националната коалиция за Румъния (CNR), формирана от PSD и PNL. Освен това партията REPER, оглавявана от бившия лидер на ПЛЮС Дачиан Чолош, подкрепяше Дан, но не беше част от ADU. Изборите бяха проведени на 9 юни 2024 г. заедно с изборите за Европейски парламент в Румъния - спорен ход, направен от CNR по-рано същата година. Смятани за близка надпревара до последния момент, екзитполовете показват, че резултатът е категорично в полза на Дан, който печели с 45% от всички гласове и се обявява за победител в надпреварата. След преброяването на гласовете Дан е категоричен победител в изборите с приблизително 48% от общия брой гласове, което е повече от два пъти повече от гласовете, дадени за същата подгласничка от 2020 г. Габриела Фира, която заема второ място с 22%, следвана от бившия кмет на Сектор 5 Кристиан Попеску Пиедоне (16%) и кандидата на PNL и председател на букурещкия клон на партията Себастиан Бурдуджа (7,6%).
По време на победната си реч Дан обяви намерението си да организира два референдума за Букурещ - за централизиране на повече правомощия на генералния кмет на Букурещ по отношение на разрешителните за строеж, което беше много последователна тема по време на кампанията му, и за разпределяне на повече финансови средства на генералния кмет, а не на кметовете на сектори. И двете бяха планирани да се проведат в един и същи ден с парламентарните избори, за да се „намалят организационните разходи за отделни избори“, според Дан.
На 14 октомври 2024 г., около полунощ, кметът на Сектор 4 Даниел Балуца (PSD) обявява, че основите, върху които се издига централната сграда Piața Unirii, са станали обществено опасни поради възрастта си, и изпраща множество строителни работници и представители на местната полиция на Сектор 4 в парка Unirii, за да започнат процедура по физическото укрепване на основите. След като научава за това, сутринта на същия ден Дан отива лично на площада, заедно със служителите си и представители на местната полиция в Букурещ, като казва на присъстващите работници да спрат процедурата поради предполагаемата ѝ незаконност поради липса на разрешителни. Твърдеше се, че кметът на сектора не е изчакал да получи всички строителни разрешения, за да продължи работата по основите, включително разрешенията от Metrorex и Apa Nova (административната институция на Букурещ за водоснабдяване и канализация, ангажирана поради факта, че реката Дамбовица минава през центъра на Piața Unirii), и се твърдеше, че кметът на сектора възнамерява да ускори работата, за да присвои отпуснатите за нея средства.
След като Дан и служителите му се появяват на мястото на строителните работи, представителите на местната полиция от сектор 4, включително директорът му Кристиан Писла, който впоследствие е заподозрян в корупция, не разрешават да се влезе в самия обект и се стига до малка схватка, в която тълпите се бутат. След това Писла се обажда на телефон 112, обвинявайки кмета в подстрекаване към насилие и незаконно поведение. Местната полиция на Сектор 4 отново блокира влизането на булдозерите, като някои от агентите хвърлят обиди и проявяват физическа агресия към операторите на булдозерите, което широката общественост на Букурещ възприема като доказателство, че агентите са членове на Clanul Sportivilor на Сектор 4 - организация на румънската мафия, действаща основно в южната част на Букурещ, за която отдавна се подозира, че работи със самия Даниел Балуца. Съобщава се, че в хаоса са пострадали двама души, но тези съобщения са широко игнорирани, тъй като се смятат за фалшиви, за да се хвърли вината върху Дан.
В крайна сметка Даниел Балуца отстъпва и казва на строителните работници и полицейските служители да се оттеглят, тъй като се намесва самият румънски министър-председател Марсел Чолаку. На следващия ден строителният обект е демонтиран, а Дан започва разследване на процесите. Той отново започна да говори за референдума за ограничаване на правомощията на секторните кметове и централизиране на повече власт в ръцете на кмета на Букурещ - обещание, дадено след преизбирането му на местните избори, и заяви, че Общият съвет на кметството на Букурещ ще се събере на 21 октомври, за да обяви следващата дата на референдума.
По време на президентската си кампания през 2025 г. Дан се представя като твърд защитник на западните демократични ценности; той подкрепя присъствието на НАТО в Румъния, особено по време на руското нахлуване в Украйна, което рязко контрастира с национализма и евроскептицизма на Георге Симион.
След инцидента в Piața Unirii населението на Букурещ гледа на Дан още по-благосклонно, наричайки го опора срещу широкоразпространената корупция в страната и единствения, който ефективно се противопоставя на коалицията PSD-PNL. Това доведе до спекулации за евентуална кандидатура за президент на следващите избори. На 16 декември той обявява кандидатурата си за президентските избори в Румъния през 2025 г., след анулирането на изборите през 2024 г. поради руска намеса в полза на победителя от първия тур Калин Георгеску. Обявяването му е изненада за мнозина, тъй като преди това той изразява намерението си да изкара поне още един мандат като кмет на Букурещ преди изборите, заявявайки, че "ще му трябват поне 2-3 мандата, за да оправи всичко в Букурещ. Тази промяна в плановете доведе и до разрив с Елена Ласкони, бивша поддръжничка на Дан, която се класира на второ място на анулирания първи тур на изборите през 2024 г. Широко разпространено е мнението, че Ласкони и Дан се обръщат към сходни демографски характеристики на избирателите, като и двамата се насочват към либерални, прогресивни, умерени, проевропейски и анти-ДПС/анти-ДНП лагери. В резултат на това едновременните им кандидатури може да са разделили тази избирателна база. Конституционният съд утвърди неговата кандидатура на 16 март заедно с тези на Георге Симион и Виктор Понта. На 22 март случаен жребий постави Дан в края на кандидатската листа в бюлетината. Дан се класира на второ място в първия кръг на гласуването на 4 май с 20,99% от гласовете. Той ще се изправи срещу Георге Симион на втория тур, насрочен за 18 май.

## Личен живот
Дан живее с дългогодишната си партньорка Мирабела, служител на Рено. Те посрещат дъщеря през май 2016 г. и син през май 2022 г.